# إليكم مع التحية (مسلسل)
إليكم مع التحية، مسلسل تلفزيوني كويتي. تم تصويره في الإمارات، وتم عرضه في شهر رمضان لعام 1986، كتبه طارق عثمان وإخرجه حمدي فريد، وساعد بإخراجه مريم الجزايرلي ومحمود فتحي السيسي. شارك فيه العديد من الممثلين من دول الخليج ومصر.

## الفنانين المشاركين بالعمل
- خالد النفيسي
- حياة الفهد
- غانم الصالح
- خيرية أحمد
- عبد الرحمن العقل
- بكر الشدي
- هند كامل
- سميرة أحمد
- محمد جابر
- فيفيان صلاح الدين
- فتحية قنديل
- رياسه عبد الرحمن
- خالد سامي
- مصطفى فهمي
- تفيده عبد الرحمن
- عبد الله بن خصيف
- مصطفى حنفي
- تاج السر محمود